# Bengala
Bengala est un groupe mexicain de rock alternatif, originaire de Mexico. Le groupe est nommé pour un Latin Grammy en 2007 du meilleur album rock/alternatif. Il a partagé la scène avec des groupes tels que The Killers, Franz Ferdinand et Molotov. Parmi certaines de ses chansons les plus connues figurent : Carretera, Miente, Mal incurable, Cosas infinitas, Cárcel et Enloquecer.

## Histoire

### Bengala(2003–2007)
Bengala est formé en 2003 à Mexico avec 5 membres, et décide de se réunir en ayant des goûts et des intérêts communs, et essentiellement parce qu'ils s'amusaient en jouant. Avant les débuts du groupe, chacun des membres avait ses projets et a décidé de les abandonner pour créer quelque chose ensemble, en étant très clair sur la ligne musicale et artistique qu'il souhaitait suivre.
Pendant une année entière, ils se consacrent à répéter et à créer des chansons afin de choisir celles qui figurent désormais sur leur premier album. En même temps, ils jouent dans tous les lieux où ils sont invités, y compris les fêtes et les bars. Plus tard, l'Auditorium National, le Palacio de los Deportes et le Foro Sol (Vive Latino), qui accueillent des groupes comme Fobia, The Killers, Franz Ferdinand et Molotov.
Ils entrent en 2004 dans le studio de Tito et Paco de Molotov pour enregistrer un album éponyme, et le sortir avec Universal Music México, tout en écoutant également des sociétés transnationales. Après avoir reçu plusieurs propositions, ils rencontrent Emmanuel del Real (Meme) du Café Tacvba et il leur propose de le mixer et de le coproduire avec Tony Peluso. Ils sont très satisfaits de ce travail, tout comme Universal Music, et après plusieurs discussions, ils conviennent d'abandonner l'idée d'indépendance. Ils signent avec eux le 5 octobre 2006 pour sortir l'album le 4 décembre de la même année.
En juillet 2007, ils reçoivent une invitation à participer à la LAMC (Latin Alternative Music Conference) à New York, avec deux présentations en présence de nombreux médias des États-Unis et d'autres pays. Leur premier album est nommé pour un Latin Grammy du meilleur album rock/alternatif.

### Oro(2008–2011)
Le deuxième album de Bengala, intitulé Oro, est enregistré entre juin et novembre 2008 à Coyoacán, Mexico, aux studios Topetitud. La production est assurée par Tito Fuentes de Molotov, l'ingénieur Tony Peluso et l'assistant d'enregistrement Julian Placencia.
Diego Suárez, chanteur et claviériste du groupe, fait un commentaire concernant le nouvel album : « Ce deuxième album s'éloigne du son de notre premier album, sans perdre l'essence qui caractérise Bengala. Oro est une combinaison de rythmes et de sons qui tout au long de 11 titres excite progressivement tandis qu'il passe plein de détails et de moments explosifs. C'est définitivement un album qui devrait être écouté avec des écouteurs au moins la première fois. J'espère que vous l'apprécierez autant que nous avons aimé le réaliser. »

### Sigue(depuis 2012)
Le 1er mars 2012, Bengala revient avec Sigue, comme d'habitude cet album est produit par Emmanuel del Real (alias Meme). L'album est composé de 10 chansons, Tropecé et 16 étant les singles issus de l'album. Les membres changent leur son pour celui auquel nous étions habitués pour ce nouvel album, Nueva Digas Ahora commence l'album avec des synthétiseurs très accrocheurs très dans le style de Meme, dans cette chanson le son n'est pas si loin à ce que les Bengala faisaient auparavant.
Again, Despertar, Lágrimas et Eternidad sont les chansons qui se démarquent de l'album, l'album n'a pas de thème spécifique, les paroles parlent d'amours et de chagrins, Sigue se démarque musicalement des œuvres précédentes de Bengala, production et mixage qui deviennent la force de l'album. Les rythmes sont accrocheurs avec l'utilisation de chœurs, de bons arrangements et de riffs de guitare qui, bien que peu complexes, atteignent l'objectif.

## Discographie
- 2006 : Bengala
- 2008 : Oro
- 2012 : Sigue